# Allsvenskan i handboll för herrar 2002
Allsvenskan i handboll för herrar 2002
GIK Wasaiterna Handboll och IF Guif tog de två direktplatserna till Elitserien. Irsta Västerås och Djurgårdens IF kom trea och fyra och de fick kvalspela om en plats i Elitserien.

## Tabell
1. IF Guif 16 13 1 2 425 - 332 93 27
2. GIK Wasaiterna 16 13 0 3 409 - 355 54 26
3. Irsta Västerås 16 9 2 5 401 - 376 25 20
4. Djurgårdens IF 16 9 2 5 397 - 379 18 20
5. HP Warta 16 8 3 5 413 - 378 35 19
6. Hammarby IF 16 7 3 6 429 - 402 27 17
7. Alingsås HK 16 8 1 7 388 - 399 -11 17
8. GF Kroppskultur 16 6 1 9 355 - 386 -31 13
9. Ystads IF 16 5 1 10 388 - 422 -34 11
10. Olympic/Viking HK 16 4 1 11 378 - 405 -27 9
11. Tibro HK 16 3 1 12 391 - 456 -65 7
12. IK Heim 16 3 0 13 364 - 448 -84 6